# John Eggert
John Emil Max Eggert (* 1. August 1891 in Berlin; † 29. September 1973 in Basel) war ein deutscher Physikochemiker. Bekannt wurde er vor allem durch sein 1926 erstmals erschienenes Lehrbuch der Physikalischen Chemie, das bis 1968 acht Neuauflagen erfuhr.

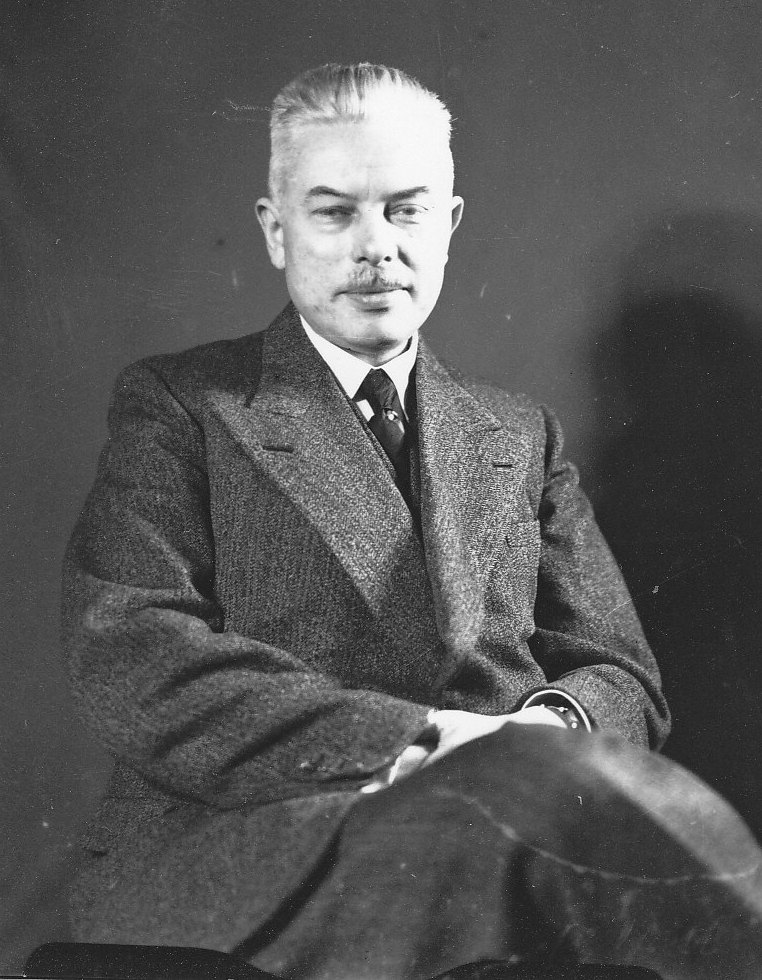
Prof. John Eggert, Leiter der Wissenschaftlichen Abteilung der Filmfabrik Wolfen von 1928 – 1945

## Leben und Wirken
Eggert war der Sohn von Emil Hans und Martha Johanna Eggert. Von 1909 bis 1912 studierte er Chemie, Mathematik und Physik an der Technischen Hochschule Charlottenburg. Nach dem Studium war er von 1909 bis 1913 dort Assistent am Physikalisch-Chemischen Institut.  1914 wurde er mit der Arbeit Über die Absorptionsgeschwindigkeiten von Wasserstoff und Sauerstoff durch Metallsalzlösungen promoviert. 1921 wurde er Privatdozent und 1923 Professor für physikalische Chemie an der Universität Berlin. Eggert war mit der Wissenschaftlerin Margarethe Ettisch verheiratet, mit der er 1925 und 1927 zwei Töchter hatte. Die 1927 geborene Tochter Toni Packer wurde später Schriftstellerin.
John Eggert leistete wegweisende Forschungen auf den Gebieten Reaktionskinetik, Thermodynamik, Fotochemie und Fotophysik. Er lieferte 1919 Vorarbeiten zur Saha-Gleichung (daher auch Eggert-Saha-Gleichung), die die Abhängigkeit des Ionisationsgrades eines Gases von der Temperatur im thermodynamischen Gleichgewicht beschreibt.
1921 wurde er Mitarbeiter der Agfa in Berlin. 1928 erfolgte der Ausbau der von Berlin nach Wolfen umgezogenen Foto-Forschungsabteilung. Von 1928 bis 1945 leitete er mit dem Status eines Forschungsdirektors die „Wissenschaftliche Abteilung“ der Filmfabrik Wolfen. Eggert gilt als Vater der wissenschaftlichen Fotografie. Unter seiner Leitung wurden die Agfa-Farbrasterplatten und -filme für die Fotografie sowie für die Anwendung als Schmalfilm entwickelt. Mit den in dieser Zeit eingeführten Verfahren Agfa-Bipack und Agfa-Pantachrom entstanden Kultur- und Werbefilme, wie 1930/31 der erste deutsche Farbkinofilm „Bunte Tierwelt.“
Am 17. Oktober 1936 stellte Eggert in Berlin den ersten Mehrschichtenfarbfilm, den Agfacolor Neu mit der Präsentation von Farbdiapositiven und einem Schmalfilm vor. Das Verfahren war in der Technisch-Wissenschaftlichen Abteilung, die ursprünglich nur zur Sicherung der laufenden Produktion zuständig war, nach einer Idee von Wilhelm Schneider unter Leitung von Gustav Wilmanns ausgearbeitet worden. Das Verfahren, das ab 1939/40 auch zur Herstellung von Kinofilmen und 1942 zur Anfertigung von Papierbildern zur Anwendung kam, löste die genannten alten farbfotografischen Materialien schrittweise ab.
In den 1930er Jahren gab er mit Ernst Schiebold die sechs Tagungsbände Ergebnisse der technischen Röntgenkunde heraus.
1946 lehrte Prof. Eggert kurzzeitig an der TH München. Von 1947 bis 1961 war er Ordinarius für Fotografie an der Eidgenössischen Technischen Hochschule Zürich. Er war korrespondierendes Mitglied der Sächsischen, der Bayerischen und der Heidelberger Akademie der Wissenschaften.
Seit 1971 wird von der Photographischen Gesellschaft Wien der John-Eggert-Preis für Bildwissenschaften verliehen. In Würdigung seiner Verdienste wurde John Eggert Namensgeber des im Jahre 2010 sanierten Hörsaals im ehemaligen Verwaltungs- und Laborgebäude der Filmfabrik Wolfen, des jetzigen Rathauses der Stadt Bitterfeld-Wolfen.

## Ehrungen und Auszeichnungen
- Dr. h.c. von der Technischen Hochschule Karlsruhe, 1950
- Mitglied der Royal Society of Great Britain, 1953
- Ehrenmitglied Schweizerischer Photographenverband, 1957
- Kulturpreis der Deutschen Gesellschaft für Photographie (DGPh), gemeinsam mit Gustav Wilmanns, 1961
- Goldene Vogtländer-Medaille der Photographischen Gesellschaft Wien, 1971

## Werke
- Einführung in die Röntgenphotographie. Berlin, 2. Aufl., 1923. Zürich, 7. Aufl., 1951.
- Lehrbuch der physikalischen Chemie. Leipzig 1926, 7. Aufl. 1948 (engl. 1932, frz. 1947, ital. 1931, span. 1930).